# Sông Krabi

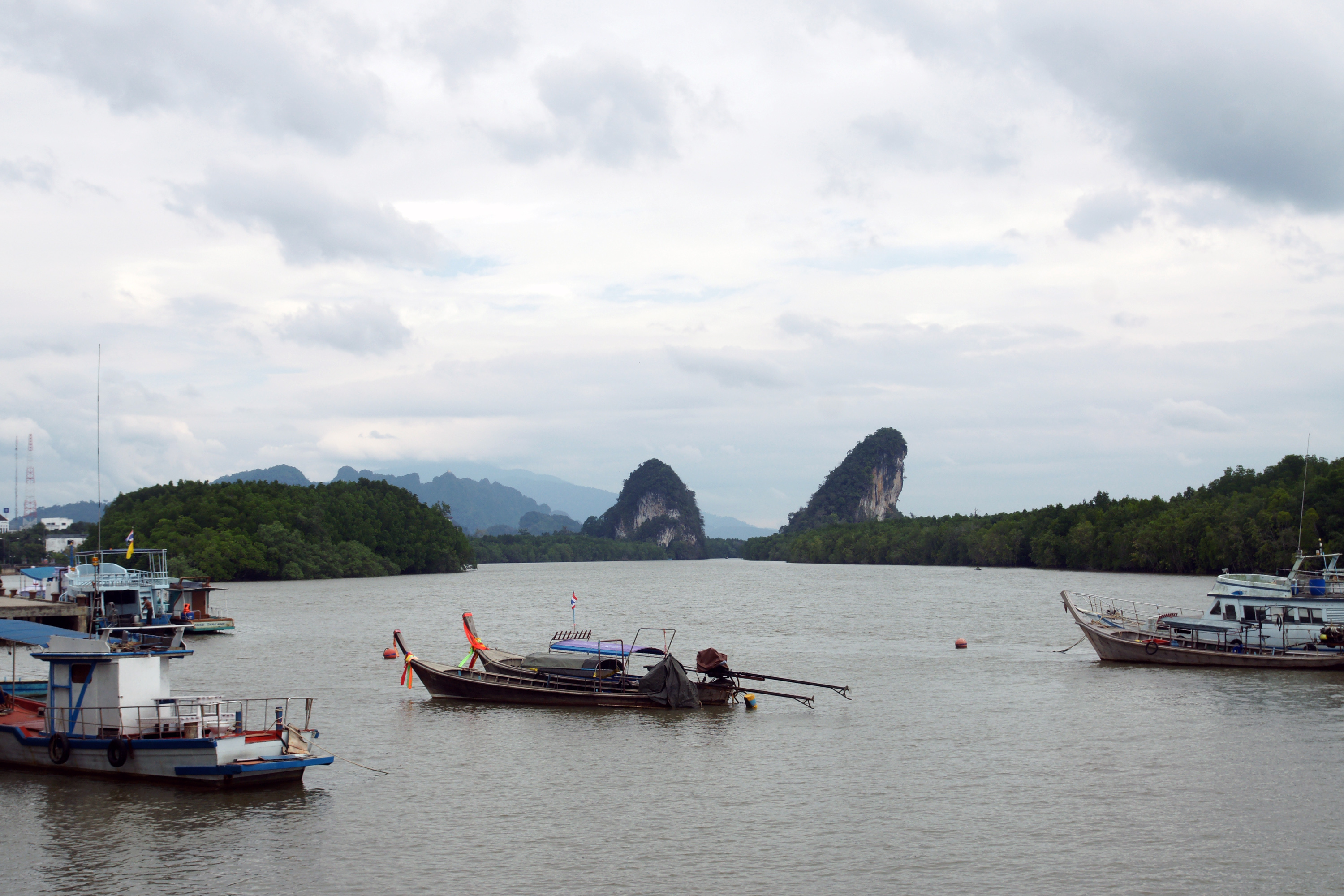
Sông Krabi

Sông Krabi là một con sông ở miền Nam Thái Lan, đặt tên theo thị xã Krabi. Sông Krabi thật sự chỉ dài có 5 km, do nó là đường dẫn chính duy nhất bên trong một cửa sông lớn hơn đổ ra biển Andaman. Hai dòng kia là sông Yuan về phía Nam và sông Chi Lat về phía Tây. Đoạn 31 km phía trên của sông có tên là Khlong Krabi Yai, bắt nguồn từ núi Phanom.
Khu vực cửa sông Krabi được liệt kê vào vùng đất ngập nước Ramsar số 1100 sind ngày 5 tháng 7 năm 5 2001. Khu vực bảo vệ có diện tích 213 km² với hơn 100 km² rừng đước và 12 km² với chiều rộng đến 2 km là vùng đất bùn thủy triều. Ở khu vực này có một số loài chim hiếm như Masked Finfoot và Brown Winged Kingfisher.